# Disembolus beta
Disembolus beta är en spindelart som beskrevs av Alfred Frank Millidge 1981. Disembolus beta ingår i släktet Disembolus och familjen täckvävarspindlar. Inga underarter finns listade i Catalogue of Life.